# Tsundoku
Tsundoku (積ん読?) es un término japonés que se refiere al hábito muy arraigado en ciertas personas, relacionado con la bibliomanía, se trata de la adquisición de todo tipo de materiales de lectura, pero dejando que se amontonen en la vivienda sin leerlos. También se utiliza para referirse a los libros listos para una lectura posterior cuando están en una estantería.

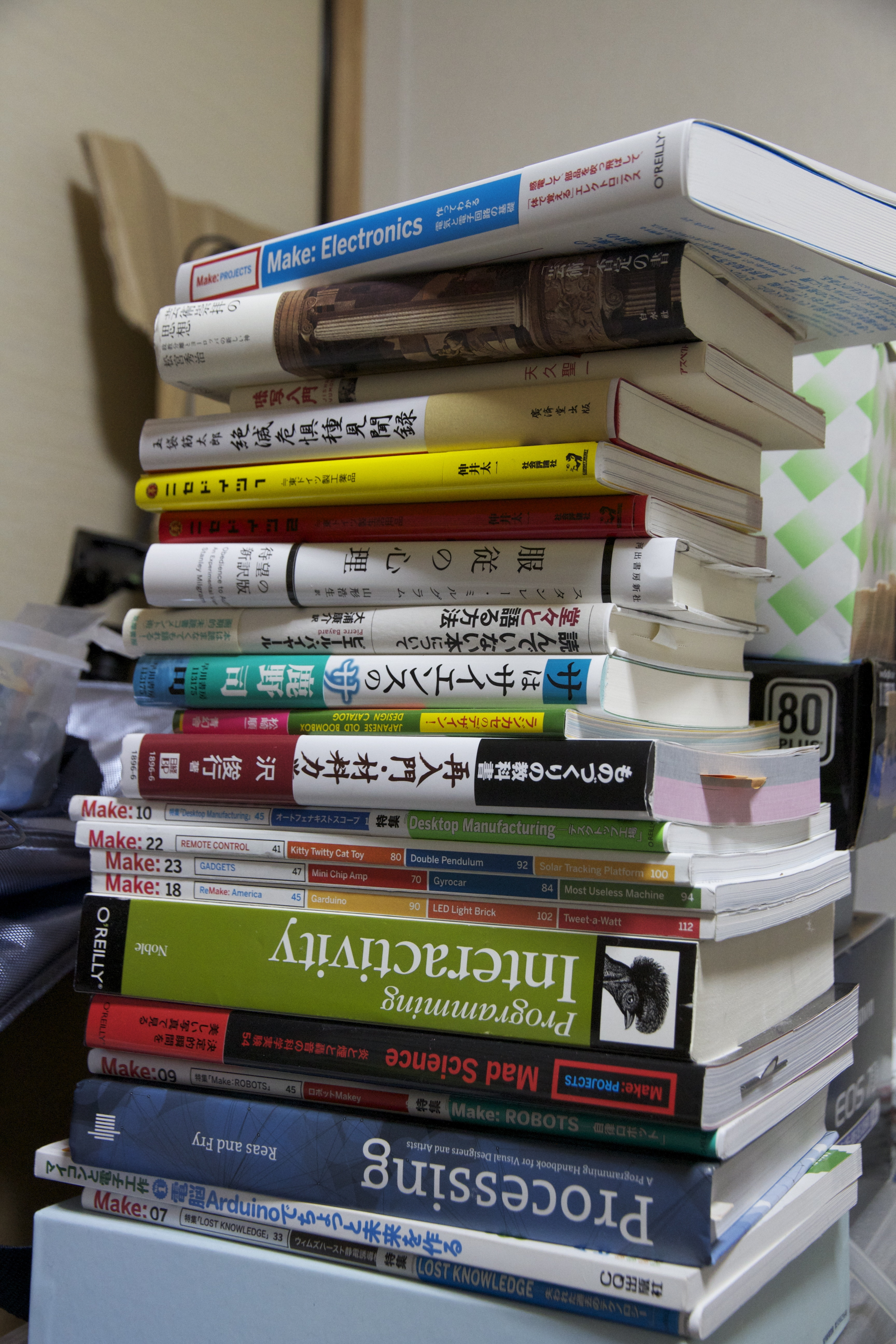
Ejemplo de tsundoku: una pila de libros sin leer

Este término del argot japonés se originó en la Era Meiji (1868-1912), y se le puede encontrar impresa por lo menos desde 1879. Proviene de la unión de los términos tsunde oku (積んでおく?), que significa apilar cosas para más tarde y dejarlas ahí, y dokusho (読書?), que significa leer libros. En su grafía actual, la palabra combina los caracteres o kanji de "apilar" (積) y "leer" (読).
Al editor y coleccionista de libros estadounidense Edward Newton se le cita diciendo: «Incluso cuando la lectura es imposible, la presencia de libros adquiridos produce tal éxtasis que anima a la compra de más libros, lo que representa un afán del alma de infinito... apreciamos los libros incluso si no son leídos, su mera presencia emana confort, su fácil acceso, la tranquilidad».